# Херенвен
Херенве́н (нидерл. Heerenveen МФА: [ˌɦeː.rə(n).ˈveːn]о файле, з.-фриз. It Hearrenfeanо файле, нидерл. н.-сакс. Et Vene) — город в Нидерландах, в провинции Фрисландия, центр одноименной общины.

## История
Город был основан в 1551 году.

## Спорт

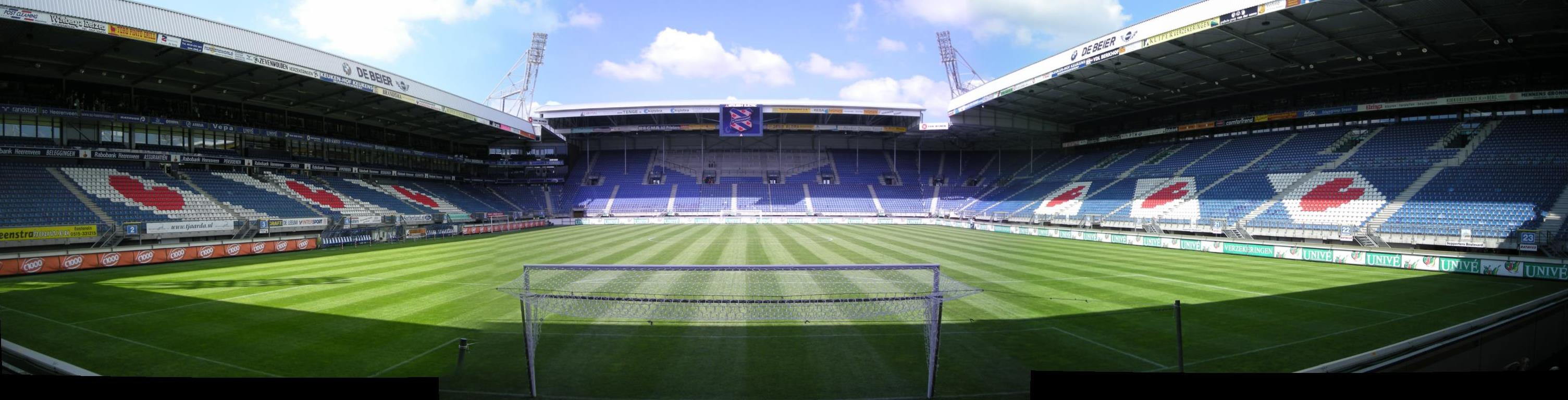
Стадион Абе Ленстра

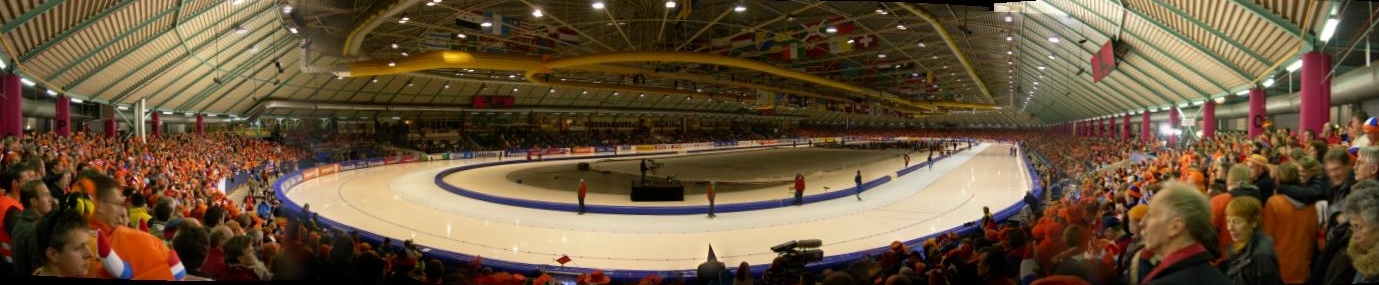
Каток Тиалф

Профессиональный футбольный клуб города «Херенвен», выступающий в голландской премьер-лиге. Домашний стадион — Абе Ленстра, назван в честь форварда национальной сборной 40-х, 50-х годов.
В городе расположен второй в Европе (после берлинского) крытый каток «Тиалф» с 400-метровой дорожкой, на котором регулярно проводятся международные соревнования по конькобежному спорту и этапы чемпионата мира по спидвею на льду.

## Панорама

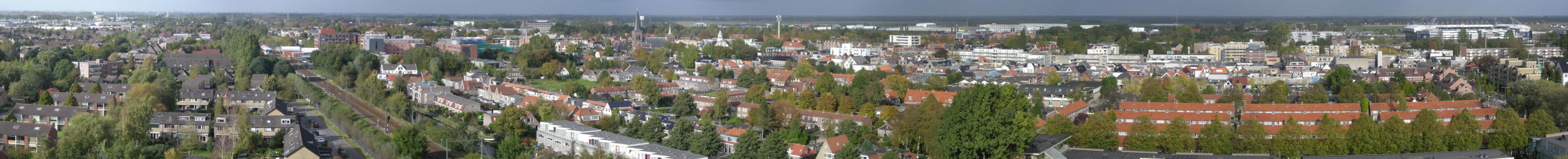

## Города-побратимы
- Ришон-ле-Цион, Израиль